# 1354 Botha
1354 Botha eller 1935 GK är en asteroid i huvudbältet som upptäcktes 3 april 1935 av den sydafrikanske astronomen Cyril V. Jackson i Johannesburg. Det har fått sitt namn efter Louis Botha.
Asteroiden har en diameter på ungefär 41 kilometer.